# Lomechusoides
Lomechusoides (лат.) — род мирмекофильных жуков-стафилинид из подсемейства Aleocharinae (Lomechusini). Около 40 видов. Наиболее известный вид ранее был известен как «Lomechusa strumosa».

## Распространение
Палеарктика: Европа, Кавказ (Азербайджан), Центральная Азия (Монголия), Средняя Азия (Таджикистан), Сибирь, Дальний Восток, в том числе, Япония, Китай и Непал.

## Описание
Мелкие жуки (около 5 мм), желтовато-коричневого цвета. Пронотум с матовой микроскульптурированной латеральной частью. Нижнечелюстные щупики 4-члениковые. Формула лапок 4-5-5. Жуки рода Lomechusoides и их личинки живут в гнёздах муравьёв рода Formica (например, Lomechusoides strumosus встречается у рыжих лесных муравьёв, F. rufa и у кроваво-красных муравьёв-рабовладельцев, Formica sanguinea) и реже у мирмик (Myrmica). Взамен получаемых от жуков особых выделений, муравьи кормят их и, даже, позволяют поедать собственный расплод. Особые железы ломехузоидов, выделяющие секрет, расположены на брюшке жуков.

## Систематика
Около 40 видов. Lomechusoides вместе с родами Lomechusa Gravenhorst, 1806 и Xenodusa Wasmann, 1894 образует гомогенную подтрибу Lomechusina в составе крупной трибы Lomechusini. Таксон Lomechusoides strumosus долгое время (почти два века) носил разные родовые названия (Atemeles Dillwyn, 1829 или Lomechusa Gravenhorst, 1806) и эта номенклатурная путаница сохранялась до последних лет. Род Lomechusa был установлен Иоганном Гравенхорстом в 1806 году (Gravenhorst, 1806), типовым видом которого Пьер Латрейль (Latreille, 1810) сделал Staphylinus emarginata Paykull, 1789. Затем в 1829 году (Dillwyn, 1829), был описан род Atemeles, типовым видом для которого Джон Вествуд (Westwood, 1838) выбрал вид Atemeles paradoxus (Gravenhorst, 1806). В 1939 году Тоттенхем (Tottenham, 1939) описал род Lomechusoides, типовым видом которого выбрал L. strumoides (Fabricius, 1775). Некорректное использование имени Lomechusa продолжалось до конца XX века (Palm 1949, Schilow 1977, 1981, Sawada 1994). И только недавно, таксономическая проблема была разрешена и название Lomechusa стало трактоваться как старший синоним для Atemeles (Smetana 2004, Hlaváč 2005), а вид L. strumosa — в составе рода Lomechusoides.
- Lomechusoides amurensis (Wasmann, 1897)[10]
  - =L. ganglbaueri uralensis (Bernhauer 1936)
- Lomechusoides chekanovskiyi Jászay, Hlaváč & Baňař, 2023[3]
- Lomechusoides dlabolai Jászay, Hlaváč & Baňař, 2023[3]
- Lomechusoides drobovi Jászay, Hlaváč & Baňař, 2023[3]
- Lomechusoides dudkorum Jászay, Hlaváč & Baňař, 2023[3]
- Lomechusoides fallax Jászay, Hlaváč & Baňař, 2023[3]
- Lomechusoides folgaricus Jászay, Hlaváč & Baňař, 2023[3]
- Lomechusoides hosodai
- Lomechusoides inflatiformis Jászay, Hlaváč & Baňař, 2023[3]
- Lomechusoides inflatus (Zetterstedt, 1828)
  - =Lomechusoides mariae (Palm, 1949)
- Lomechusoides kozlovi Jászay & Hlaváč, 2013
- Lomechusoides minor (Reitter)
- Lomechusoides mongolicus (Wasmann, 1897)
- Lomechusoides penicillatus  Assing, 2015[11]
- Lomechusoides poppiusi Jászay, Hlaváč & Baňař, 2023[3]
- Lomechusoides primoricus Jászay, Hlaváč & Baňař, 2023[3]
- Lomechusoides przewalskyi Jászay, Hlaváč & Baňař, 2023[3]
- Lomechusoides reitteri Jászay, Hlaváč & Baňař, 2023[3]
- Lomechusoides richteri Jászay, Hlaváč & Baňař, 2023[3]
- Lomechusoides rossii Jászay, Hlaváč & Baňař, 2023[3]
- Lomechusoides schneideri Maruyama & Hlaváč, 2004[12]
- Lomechusoides sibiricus (Motschulskyi, 1844)
- Lomechusoides siculus (Fiori, 1914)
- Lomechusoides straneoi (Koch)
- Lomechusoides strumosus (Fabricius, 1792)
- Lomechusoides suensoni (Bernhauer, 1936)
- Lomechusoides teres (Eppelsheim, 1884)
  - =Lomechusoides strumosus caucasicus (Wasmann, 1896)
- Lomechusoides throngensis (Sawada, 1994)[13]
- Lomechusoides turkestanicus (Roubal)
- Lomechusoides uenoi Maruyama & Hlaváč, 2004[12]
- Lomechusoides wasmanni (Reitter, 1918)[14]
- Lomechusoides wellenii (Palm, 1949)
- Lomechusoides zaitzevi (Schilow)[15][16]
- Lomechusoides zerchei Jászay, Hlaváč & Baňař, 2023[3]
- Lomechusoides zeyai Jászay, Hlaváč & Baňař, 2023[3]